# Hirtella burchellii
Hirtella burchellii är en tvåhjärtbladig växtart som beskrevs av Nathaniel Lord Britton. Hirtella burchellii ingår i släktet Hirtella och familjen Chrysobalanaceae. Inga underarter finns listade i Catalogue of Life.